# Waw
Waw är en kommun i Myanmar.   Den ligger i regionen Bagoregionen, i den södra delen av landet, 260 km söder om huvudstaden Naypyidaw. Antalet invånare är 199 032.